# ۲۸ ژانویه
۲۸ ژانویه در تقویم گرگوری، بیست و هشتمین روز سال است. ۳۳۷ روز (در سال‌های کبیسه ۳۳۸روز) تا پایان سال باقی است.

## رویدادها
- ۱۵۴۷ - با مرگ هنری هشتم، فرزند نه سالهٔ وی، ادوارد ششم، نخستین پادشاه پروتستان انگلستان شد.
- ۱۷۲۴ - آکادمی علوم روسیه توسط پتر اول در سن پترزبورگ تأسیس می‌شود.
- ۱۸۱۳ - غرور و تعصب، رمان جین آستین، برای اولین بار در انگلستان چاپ می‌شود.
- ۱۸۲۱ - جزیره الکساندر توسط فابین گوتلیب فون بلینگ شاوسن کشف می‌شود.
- ۱۸۷۱ - جنگ فرانسه و پروس: محاصره پاریس باعث شکست خوردن فرانسه و صلح موقت می‌شود.
- ۱۹۰۸ - اقدام اعضای حزب جمهوریخواه پرتغال یرای کودتا علیه حاکمیت دیکتاتور منشانه نخست‌وزیر، خوآو فرانکو با شکست مواجه شد.
- ۱۹۱۷ - قوای آمریکا خاک کوبا، به جز پایگاه دریایی گوآنتانامو را به‌طور کامل ترک کردند.
- ۱۹۱۵ - به دستور کنگره ایالات متحده آمریکا، نگهبان ساحلی ایالات متحده آمریکا به عنوان زیرمجموعه‌ای از ارتش آمریکا تأسیس شد.
- ۱۹۱۷ - تراموای سانفرانسیسکو شروع به کار می‌کند.
- ۱۹۱۸ - در جریان جنگ داخلی فنلاند شورشی‌ها هلسینکی را تصرف کردند.
- ۱۹۳۲ - قوای ژاپنی شانگهای را مورد هجوم قرار دادند.
- ۱۹۳۳ - نام پاکستان برای این کشور انتخاب می‌شود.
- ۱۹۳۵ - ایسلند اولین کشور غربی می‌شود که در آن سقط جنین مجاز است.
- ۱۹۴۵ - با بازگشایی مسیر برمه حمایت‌های تسلیحاتی متفقین از جمهوری چین در جریان جنگ دوم جهانی آغاز شد.
- ۱۹۵۶ - الویس پریسلی خواننده و هنرپیشه مشهور برای اولین بار در تلویزیون ایالات متحده ظاهر شد.
- ۱۹۵۸ - خانه‌های بازی شرکت لگو ثبت اختراع می‌شود.
- ۱۹۶۵ - طراحی جدید پرچم کانادا توسط مجلس این کشور انتخاب می‌شود.
- ۱۹۷۹ - پاپ ژان پل دوم اولین سفر خارجی خود را به مکزیکو انجام می‌دهد.
- ۱۹۸۰ - کشتی یواس‌سی‌جی‌سی بلک‌تورن با تانکر کاپریکون تصادف کرده و باعث مرگ ۲۳ تن از نگهبانان ساحلی تمپا، فلوریدا می‌شود.
- ۱۹۸۲ - جیمز دازر، ژنرال آمریکایی توسط نیروی ضد تروریسم ایتالیا از دست گروگان گیران گروه بریگارد سرخ نجات داده شد.
- ۱۹۸۵ - گروه آمریکا برای آفریقا آهنگ ما دنیاییم را برای برای جمع‌آوری کمک‌های خیریه برای قحطی زدگان اتیوپی اجرا کرد.
- ۱۹۸۶ - برنامه شاتل‌های فضایی: مأموریتاس‌تی‌اس-۵۱-ال فضاپیمای چلنجر بعد از پرتاب آن فضاپیما شکست خورده و هر ۷ فضانورد سرنشینش کشته می‌شوند.
- ۱۹۹۳ - قانون اساسی قزاقستان به تصویب رسید.
- ۲۰۰۲ - در اثر سانحه هواپیمای بوئینگ ۷۲۷ در پرواز ۱۲۰ خطوط هوایی اکوادر بر فراز کوه‌های آند ۹۲ تن کشته شدند.
- ۲۰۰۶ - در اثر سنگینی حاصل بارش برف بر سقف ساختمانی در شهر خوژوف لهستان، این ساختمان تخریب، ۶۵ تن کشته و بیش از ۱۷۰ نفر دیگر زخمی شدند.
- ۲۰۱۰ - پنج قاتل شیخ مجیب‌الرحمن، رئیس‌جمهور بنگلادش اعدام شدند.

## زادروزها
- ۵۹۸ - تایتسونگ، امپراتور چین (م. ۶۴۹)
- ۱۲۲۵ - تامس آکویناس، فیلسوف ایتالیایی (م. ۱۲۷۴)
- ۱۴۵۷ - هنری هفتم، پادشاه انگلستان و فرمانروای ایرلند (م. ۱۵۰۹)
- ۱۶۰۰ - کلمنت نهم، پاپ (م. ۱۶۶۹)
- ۱۶۰۸ - جووانی آلفونسو بورلی، ریاضی‌دان، فیزیک‌دان و دانشمند فیزیولوژی ایتالیایی (م. ۱۶۷۹)
- ۱۷۱۷ - مصطفی سوم، سلطان امپراتوری عثمانی (م. ۱۷۷۴)
- ۱۷۵۷ - آنتونیو بارتولومئو برونی، آهنگساز، رهبر ارکستر و نوازندهٔ ویلون ایتالیایی (م. ۱۸۲۱)
- ۱۸۱۸ - جورج اس. بوتول، سیاستمدار آمریکایی، سناتور ماساچوست (م. ۱۹۰۵)
- ۱۸۵۲ - جورج ال. ولینگتون، سیاستمدار آمریکایی، سناتور مریلند (م. ۱۹۲۷)
- ۱۸۵۳ - خوزه مارتی، شاعر، مقاله‌نویس، روزنامه‌نگار، مترجم، استاد، ناشر، فیلسوف، انقلابی و نظریه‌پرداز سیاسی کوبایی (م. ۱۸۹۵)
- ۱۸۵۷ - ویلیام باروز اول، مخترع آمریکایی، مؤسس شرکت امریکن ارتیمومتر (م. ۱۸۹۸)
- ۱۸۵۸ - اوژن دوبوا، دیرین‌مردم‌شناس هلندی (م. ۱۹۴۰)
- ۱۸۷۳ - کولت، رمان‌نویس فرانسوی (م. ۱۹۵۴)
- ۱۸۸۲ - پاسکوال اروسکو، رهبر انقلابی مکزیکی (م. ۱۹۱۵)
- ۱۸۸۴ - اگوست پیکارد، فیزیکدان، مخترع و مکتشف سوئیسی (م. ۱۹۶۲)
- ۱۸۸۶ - مارت بیبسکو، رمان‌نویس و مقاله‌نویس فرانسوی (م. ۱۹۷۳)
- ۱۸۸۷ - آرتور روبنشتاین، نوازنده پیانو لهستانی–آمریکایی (م. ۱۹۸۲)
- ۱۸۹۲ - آگوستو جنینا، تهیه‌کننده و کارگردان ایتالیایی (م. ۱۹۵۷)
- ۱۹۰۰ - آلیس نیل، نقاش آمریکایی (م. ۱۹۸۴)
- ۱۹۱۱ - لی متکلف، سیاستمدار آمریکایی، سناتور مونتانا (م. ۱۹۷۸)
- ۱۹۱۲ - جکسون پولاک، نقاش آمریکایی (م. ۱۹۵۶)
- ۱۹۲۲ - امیل حبیبی، سیاستمدار، روزنامه‌نگار و رمان‌نویس فلسطینی-اسرائیلی.[۱]
- ۱۹۲۳ - ریشارد هرمان، فوتبالیست آلمانی (م. ۱۹۶۲)
- ۱۹۲۳ - فاوستو پاپتی، نوازندهٔ ساکسیفون آلتو ایتالیایی (م. ۱۹۹۹)
- ۱۹۲۷ - تشیگاهارا هیروشی، کارگردان ژاپنی (م. ۲۰۰۱)
- ۱۹۳۳ - جک هیل، فوتبالیست انگلیسی
- ۱۹۳۶ - اسماعیل کاداره، نویسنده، شاعر و روزنامه‌نگار آلبانی
- ۱۹۳۸ - نبیه بری، سیاست‌مدار لبنانی، رهبر جنبش امل و رئیس پارلمان لبنان
- ۱۹۳۹ - جان ام فابین، فضانورد آمریکایی
- ۱۹۴۰ - کارلوس اسلیم، تاجر لبنانی‌تبار مکزیکی
- ۱۹۴۱ - پل کیپارسکی، زبان‌شناسی روس
- ۱۹۴۴ - جان تاونر، آهنگساز انگلیسی (م. ۲۰۱۳)
- ۱۹۴۵ - جان پرکینز، نویسنده آمریکایی
- ۱۹۴۷ - جین شهین، سیاستمدار آمریکایی، سناتور نیوهمپشایر
- ۱۹۴۸ - بنی تامسون، سیاستمدار آمریکایی
- ۱۹۴۸ - چارلز تیلور، جنگ‌سالار و رهبر شبه نظامی لیبریایی
- ۱۹۴۸ - هاینتس فلوهه، فوتبالیست آلمانی (م. ۲۰۱۳)
- ۱۹۴۹ - گرگ پاپاویچ، مربی آمریکایی
- ۱۹۵۰ - حمد بن عیسی آل‌خلیفه، پادشاه بحرین
- ۱۹۵۰ - دیوید سی هیلمرز، فضانورد آمریکایی
- ۱۹۵۱ - لئونید کاندنیکو، فضانورد آمریکایی
- ۱۹۵۴ - برونو متسو، مربی فرانسوی (م. ۲۰۱۳)
- ۱۹۵۵ - نیکولا سارکوزی، سیاستمدار فرانسوی، ۲۲مین رئیس‌جمهور فرانسه
- ۱۹۵۵ - وینود کسلا، تاجر هندی-آمریکایی
- ۱۹۵۶ - لو بارلتا، سیاستمدار آمریکایی
- ۱۹۵۹ - فرانک دارابونت، کارگردان، فیلم‌نامه‌نویس و تهیه‌کنندهٔ آمریکایی
- ۱۹۶۸ - سارا مک‌لاکلن، خواننده و ترانه‌سرای کانادایی
- ۱۹۶۸ - مارنی مک‌بین، ورزشکار زن رشتهٔ روئینگ کانادایی
- ۱۹۶۹ - جورجو لامبرتی، شناگر ایتالیایی
- ۱۹۶۹ - لیندا سانچز، سیاستمدار آمریکایی
- ۱۹۷۰ - دونالد تاردی، درامر آمریکایی (آبیچوآری)
- ۱۹۷۶ - ریک راس، رپر آمریکایی
- ۱۹۷۸ - جانلوئیجی بوفون، دروازه‌بان ایتالیایی
- ۱۹۷۸ - جیمی کاراگر، فوتبالیست انگلیسی
- ۱۹۷۸ - شیمس، کشتی‌کج کار و بازیگر هلندی
- ۱۹۸۰ - نیک کارتر، خواننده و بازیگر آمریکایی
- ۱۹۸۰ - یاسوهیتو ندو، فوتبالیست ژاپنی
- ۱۹۸۱ - ازیکوئیس، فوتبالیست برزیلی
- ۱۹۸۱ - الیجاه وود، بازیگر آمریکایی
- ۱۹۸۴ - آندره ایگودالا، بسکتبالیست آمریکایی
- ۱۹۸۵ - لیبی تریکت، شناگر استرالیایی
- ۱۹۸۷ - الدار جانگیروف، نوازندگان پیانوی قرقیزستانی-آمریکایی
- ۱۹۸۷ - ماتئو مارتینو، والیبالیست ایتالیایی
- ۱۹۸۹ - سیم دی یانگ، فوتبالیست هلندی
- ۱۹۹۰ - مارکوس دیبلر، شناگر آلمانی

## درگذشت‌ها
- ۹۸ - نروا، امپراتور روم (ت. ۳۰)
- ۸۱۷ - استفان چهارم، پاپ (ت. ۷۷۰)
- ۱۵۴۷ - هنری هشتم، پادشاه انگلستان، لرد ایرلند (ت. ۱۴۹۱)
- ۱۶۲۱ - پل پنجم، پاپ (ت. ۱۵۵۲)
- ۱۷۹۸ - کریستیان گوتلوب نیفه، موسیقیدان آلمانی (ت. ۱۷۴۸)
- ۱۸۴۹ - دیوید ال. موریل، سیاستمدار آمریکایی (ت. ۱۷۷۲)
- ۱۸۵۹ - ویلیام پرسکات، مورخ آمریکایی (ت. ۱۷۹۶)
- ۱۸۶۴ - بنویت پال امیل کلاپیرون، فیزیک‌دان فرانسوی (ت. ۱۷۹۹)
- ۱۸۶۸ - آدالبرت شتیفتر، نویسنده، شاعر، نقاش و دانشمند اتریشی (ت. ۱۸۰۵)
- ۱۸۹۹ - جیمز اچ. اسلتر، سیاستمدار آمریکایی (ت. ۱۸۲۶)
- ۱۹۰۳ - جان بی آلن، سیاستمدار آمریکایی (ت. ۱۸۴۵)
- ۱۹۱۴ - شلبی مور کولوم، سیاستمدار آمریکایی (ت. ۱۸۲۹)
- ۱۹۲۴ - ورده الیازجی، شاعر لبنانی-عثمانی.[۲]
- ۱۹۲۸ - ویسنته بلاسکو ایبانز، نویسنده اسپانیایی (ت. ۱۸۶۷)
- ۱۹۳۵ - میخائیل ایپولیتف ایوانف، آهنگساز روس (ت. ۱۸۵۹)
- ۱۹۳۹ - ویلیام باتلر ییتس، شاعر و نمایشنامه‌نویس ایرلندی (ت. ۱۸۶۵)
- ۱۹۴۸ - آرتور لیبهنشل، افسر آلمانی، فرمانده اردوگاه آشویتس (ت. ۱۹۰۱)
- ۱۹۴۸ - هانس آومایر، افسر آلمانی، معاون فرمانده اردوگاه آشویتس (ت. ۱۹۰۶)
- ۱۹۷۲ - دینو بوتزاتی، نویسنده ایتالیایی (ت. ۱۹۰۶)
- ۱۹۷۲ - کارل آندرس، ژنرال آلمانی (ت. ۱۸۹۳)
- ۱۹۷۳ - تامی جانسن، فوتبالیست انگلیسی (ت. ۱۹۰۰)
- ۱۹۷۸ - گرتا جوهانسون، شناگر سوئدی (ت. ۱۸۹۵)
- ۱۹۸۰ - فرانکو ایونجلیس، آهنگساز ایتالیایی (ت. ۱۹۲۶)
- ۱۹۸۵ - آلفردو فونی، فوتبالیست ایتالیایی (ت. ۱۹۱۱)
- ۱۹۸۶ -
  - الیسون انیزوکا، فضانورد آمریکایی ژاپنی-آمریکایی (ت. ۱۹۴۶)
  - محمدطاهر آل شبیر خاقانی، فقیه جعفری ایرانی (ت. ۱۹۱۱)
  - جودیت رزنیک، فضانورد و مهندس آمریکایی (ت. ۱۹۴۹)
  - دیک اسکوبی، فضانورد و افسر آمریکایی (ت. ۱۹۳۹)
  - رونالد مک‌نیر، فضانورد و فیزیک‌دان (ت. ۱۹۵۰)
  - کریستا مک‌اولیف، فضانورد و خلبان آمریکایی (ت. ۱۹۴۸)
  - گریگوری جارویس، فضانورد و مهندس آمریکایی (ت. ۱۹۴۴)
  - مایکل جان اسمیت، فضانورد و خلبان آمریکایی (ت. ۱۹۴۵)
- ۱۹۹۶ - جری سیگل، خالق شخصیت‌های کمیک (ت. ۱۹۱۴)
- ۱۹۹۶ - جوزف برودسکی، شاعر روس (ت. ۱۹۴۰)
- ۲۰۰۲ - آسترید لیندگرن، نویسنده سوئدی (ت. ۱۹۰۷)

## اعیاد و مراسم‌ها
- روز ارتش در کشور ارمنستان
- روز حریم خصوصی اطلاعاتی